# 條尾光鰓魚
條尾光鰓魚，又稱三葉光鰓雀鯛，俗名為厚殼仔，為輻鰭魚綱鱸形目隆頭魚亞目雀鯛科的其中一種。

## 分布
本魚分布於印度太平洋區，包括紅海、東非、印尼、台灣、日本、中國、菲律賓、澳洲北部、密克羅尼西亞、索羅門群島、斐濟、馬里亞納群島、帛琉、馬紹爾群島、新喀里多尼亞、東加、美屬薩摩亞等海域。

## 深度
水深2至18公尺。

## 特徵
本魚體背側及尾鰭上下葉外緣呈黃褐色，體側呈淡褐色，而腹部則呈白色。體呈卵圓形而側扁，每一鱗片的末緣顏色均較深。吻圓鈍。眼中大，上側位。口小，上頜骨末端僅及眼前緣；齒細小，圓錐狀。尾鰭深分叉且上下葉末端尖。背鰭硬棘12至13；軟條10至12枚；臀鰭硬棘2枚；軟條10至12枚。體長可達10.5公分。

## 生態
本魚棲息在岩礁區的外緣水流較湍急處或乾淨的潮池。常常上百隻魚成群結隊地在礁區游走。屬雜食性，以動物性浮游生物及藻類為食。

## 經濟利用
體型小，可作為觀賞魚，較少人食用。